# 블러디 로어
《블러디 로어》는 허드슨 소프트과 에이팅이 제작한 대전 격투 비디오 게임 시리즈이다. 2012년 허드슨을 인수한 코나미가 판권을 소유하고 있다.
1997년 아케이드로 발매된 《블러디 로어》로 시작했으며, 플레이어 캐릭터가 대전 중에 '조안스로프'라는 반인반수 생물체로 변신해 격투에 임할 수 있는 것이 특징이다.

## 게임 목록
- 《블러디 로어》 (1997)
- 《블러디 로어 2》 (1998)
- 《블러디 로어 3》 (2000)
- 《블러디 로어 익스트림》 (2002)
- 《블러디 로어 4》 (2003)

## 참조

### 내용주
1. ↑  영어: Bloody Roar, 일본어: ブラッディロア